# William Nylander
William Nylander o Wilhelm Nylander (Uleåborg, 3 de gener del 1822 – París, 29 de març del 1899) fou un botànic i entomòleg finlandès.

## Biografia
Nasqué a Oulu (aleshores possessió russa amb el nom d'Uleåborg). Estudià a Hèlsinki i s'hi doctorà en medicina i cirurgia el 1847, però no exercí la pràctica mèdica. De primer estigué interessat en els insectes, especialment les formigues -hom el considera el fundador de la mirmecologia o estudi de les formigues -, però el 1850 concentrà els seus esforços en el camp de la botànica. Gràcies a una beca, durant els anys 1852 i 1858 visità diversos països, com Algèria, França i Anglaterra, país on feu coneixença amb William Jackson Hoocker. Amb aquest estudià els líquens al jardins botànics de Kew. Fou nomenat el 1858 per a la nounada càtedra de botànica a la Universitat de Hèlsinki. En presentà la renúncia el 1863, quan s'instal·là definitivament a París per a dedicar-se a l'estudi i treballar ocasionalment al Museu Nacional d'Història Natural. Al Jardin du Luxembourg (París) va adonar-se que els líquens estaven desapareixent, i després d'estudiar-ho durant 30 anys, va concloure que aquest fet era degut a les emissions de les calderes de carbó. És per aquest descobriment que se'l considera un dels pares de la biomonitorització. Per la tasca que desenvolupà, se'l considera un dels principals investigadors en el camp dels líquens de la segona meitat del segle xix; en descrigué més de 5.000 en més de 300 publicacions. Malgrat un caràcter un pèl difícil, mantingué correspondència amb gran nombre de corresponsals d'arreu del món i en vida fou considerat la màxima autoritat en el seu camp .
Nylander fou un pioner per usar el 1866 reactius químics per a establir la taxonomia dels líquens, emprant tintures de iode i d'hipoclorit , i per mostrar el lligam existent entre la pol·lució atmosfèrica i el seu efecte en el creixement de líquens . La seva col·lecció de líquens, amb més de 50.000 exemplars, es conserva al "Museu Finès d'Història Natural" de la universitat de Hèlsinki  Arxivat 2007-10-10 a Wayback Machine. i és usada encara ara. En botànica se'l cita com a autoritat taxonòmica amb l'abreviatura Nyl.